# جورج بيدن
جورج بيدن (بالإنجليزية: George Peden)‏ هو لاعب كرة قدم بريطاني في مركز ظهير ‏، ولد في 12 أبريل 1943 في Rosewell, Midlothian ‏ في المملكة المتحدة. لعب مع نادي لينكولن سيتي وهارت أوف ميدلوثيان.